# Klicaj
Klicáj ( ! ) je levostično ločilo, ki označuje zapoved, željo, prošnjo itd. s čustveno prizadetostjo, npr. v povedih: Ti si kriv! – Na pomoč!

## Skladenjska uporaba
Klicaj pišemo:

1. Na koncu čustveno obarvanih povedi (tudi medmetnih, zvalniških, sploh neglagolskih): Pavel, molči! – Joj, prejoj! – Na pomoč!
Pri tem velja:
- V želelnih in velelnih povedih, ki niso čustveno obarvane, klicaja ne pišemo: Daj mi, prosim, knjigo. – Naj kdo pogleda, kaj se zunaj dogaja.
- Na koncu podredja se piše klicaj le, če to zahteva glavni stavek: Piši mu vendar, naj se oglasi! proti Oče je rekel, da pojdi takoj domov.
- Končno ločilo citirane povedi izpuščamo, če bi moralo stati pred končnim klicajem vzklične povedi: Dajte, recitirajte mi Veš, poet, svoj dolg!
- Na koncu priredja ali proste veze stavkov klicaj pišemo le, če ga zahteva tudi zadnji stavek.

2. Na koncu čustveno obarvanih vrinjenih stavkov: Pred leti – da bi se ne bilo zgodilo nikoli! – sem spoznal tega človeka.
- Nekoč se je pisal klicaj tudi za zvalniki (O Vrba! srečna draga vas domača ...); danes se rabi praviloma vejica.

3. Za nagovorom v pismih, vendar se pogosteje rabi vejica: Dragi Tone! Pošiljam ti vabilo na letni koncert ….
4. Na koncu vzkličnega dobesednega navedka pred spremnim stavkom premega govora: »Pavel, molči!« je prosil oče.
5. Na koncu čustveno poudarjenih vzkličnih vprašalnih povedi se lahko skupaj pišeta vprašaj in klicaj: Kaj, tudi ti si prišel tako daleč?!
6. Pri stopnjevani vzkličnosti se lahko rabita dva ali več klicajev: To je pa od sile!!

## Neskladenjska raba
Neskladenjsko se klicaj piše v oklepaju (!) ali pa na robu besedila in izraža opozorilo: Prinesel nam je pepk (!) in zimsih hrušk (mišljeno tepk). – Pesem ima akrostih (!). V takem primeru je klicaj stično ločilo.

## Uporaba v drugih jezikih
V španščini se uporabljata dva klicaja, spredaj in zadaj ¡La mataste!

## Uporaba v matematiki
Znak '!' je v matematiki tudi oznaka za funkcijo fakulteta n! – zmnožek vseh naravnih števil med 1 in n, npr. 4! = 4 · 3 · 2 · 1 = 24.
Dva znaka '!!' v matematiki označujeta dvojno fakulteto – zmnožek vseh naravnih števil enake sodosti do n; npr. 8!! = 2 · 4 · 6 · 8 = 384, ali 9!! = 1 · 3 · 5 · 7 · 9 = 945.

## Uporaba v računalništvu
ASCII koda znaka za klicaj je 33, Unicode pa U+xxxx0021. 
Nekateri programski jeziki uporabljajo znak '!' kot enočleni operator za logično negacijo. Na primer v jeziku C !A pomeni ne A.

## Uporaba v šahu
V šahovski notaciji se en klicaj uporablja za dobro, '!!' pa za odlično potezo.